# Adobe GoLive
Adobe GoLive var ett webbsideredigerarprogram av Adobe Systems. Sedan april år 2008 sker ingen fortsatt utveckling av programmet, Adobe har valt att lägga resurserna på utveckling av programmet Dreamweaver.